# Microleptes orientalis
Microleptes orientalis là một loài tò vò trong họ Ichneumonidae.